# Ulica Żytnia w Radomiu
Ulica Żytnia w Radomiu – ulica w Radomiu w dzielnicy Miasto Kazimierzowskie.
Ulica Żytnia ochodzi od Rynku. Z Żytnią łączy się ulica Brudna. Żytnia zaliczana jest do kategorii dróg gminnych. Długość ulicy wynosi około 110 metrów.
Najstarsza wzmianka o ulicy Żytniej pochodzi z 1820. Być może nazwa ulicy wzięła się stąd, że handlowano kiedyś na niej zbożem.
W Gminnej Ewidencji Zabytków Miasta Radomia ujęte są obiekty położone przy ul. Żytniej:
- nr 1 – dom murowany, 2. poł. XVIII w., XIX w.
- nr 5 – dom murowany, pocz. XX w.
- nr 5a – dom murowany, pocz. XX w.

Ponadto ulica Żytnia leży wraz z Miastem Kazimierzowskim w granicach zespołu urbanistyczno-architektonicznego centrum Radomia wpisanego do rejestru zabytków Narodowego Instytutu Dziedzictwa.